# Mandzsu áltiszafa

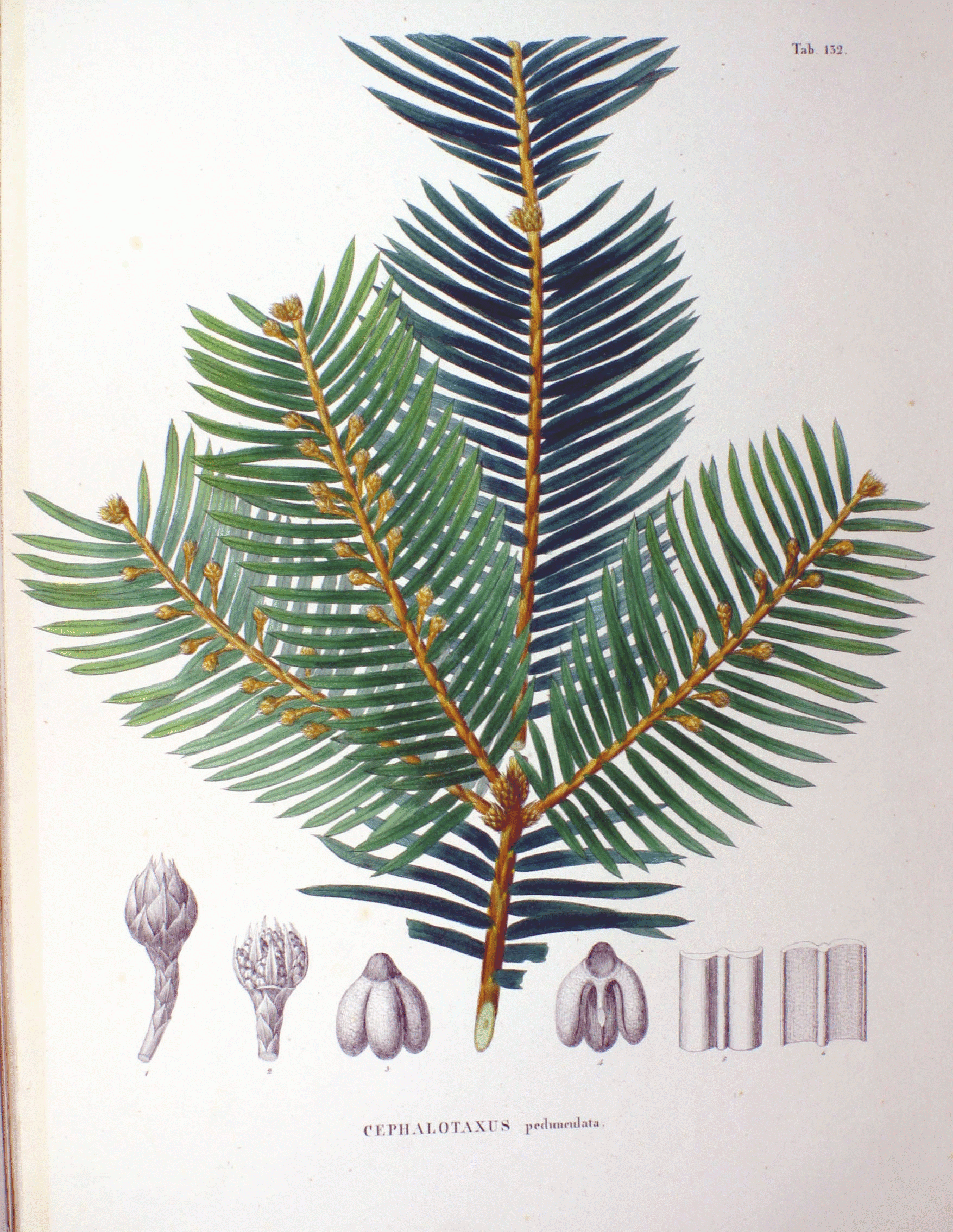
Színes nyomat a Flora Japonica könyvből; Philipp Franz von Siebold és Joseph Gerhard Zuccarini

A mandzsu áltiszafa (Cephalotaxus harringtonii) a fenyőalakúak (Pinales) rendjébe sorolt áltiszafafélék (Cephalotaxaceae) családjában a névadó áltiszafa (Cephalotaxus) nemzetség egyik faja.

## Származása, elterjedése
A kelet-ázsiai flóraterületen: Japánban, a Koreai-félszigeten és Kína északkeleti részén honos, de számos kertészeti változatát dísznövényként világszerte ültetik.Európában 1829 óta termesztik. Japánból származik. Japánban a déli Kyushutól északon Hokkaidóig él

## Nevének eredete
Először 1839-ben írta le Thomas Andrew Knight mint Taxus harringtonii. 1846-ban Philipp Franz von Siebold és Joseph Gerhard Zuccarini sorolták át a jelenlegi nemzetségébe és kapta a Cephalotaxus drupacea nevet. Jelenlegi fajnevét 1930-ban kapta Harrington grófjáról, aki Európában az elsők között ültette kertjébe..

## Megjelenése, felépítése
Bokor vagy legfeljebb 9 m magasra növő fa. Törzse egyenes, ágrendszere ritka. Új hajtásai 3 évig zöldek maradnak.
A hajtás két oldalán fésűszerűen sorakoznak az 5–8 cm hosszú és 0,3 cm széles lapos, fényes, viszonylag világoszöld, hegyes, de csak kissé szúrós tűlevelek. Ezek fonákán két ezüstös színű sztómasor húzódik végig.
Gömb alakú zöld rügyei mindössze 1 mm hosszúak. Porzós példányait sűrűn borítják a gömbszerű porzós virágzatok, amelyek krémszíne idővel megbarnul.  A pollen márciustól májusig szóródik szét. A nőivarú egyedeken a hajtások tövében jelennek meg párosával a gömbszerű termős virágok. A termés visszás tojásdad alakú, 2,5 cm hosszú és 1,5 cm széles; sima zöld színű, mely barnára érik.

## Életmódja, termőhelye
Kétlaki örökzöld. Félárnyékban, mélyrétegű, gazdag talajon érzi jól magát.

## Felhasználása
Az omacetaxine mepesuccinate nevű, a növényből kivont alkaloidát rákellenes gyógyszerekhez használják fel.

## Alfajok, változatok
- C. h. var. harringtonii — japán áltiszafa; törzsváltozat
- C. h. var. — drupacea — csonthéjas áltiszafa
- C. h. var. nana — Kelet-Honsúban és Hokkaidón leginkább tengerparti sziklákon és hegyvidékeken él.

### Kertészeti változatok

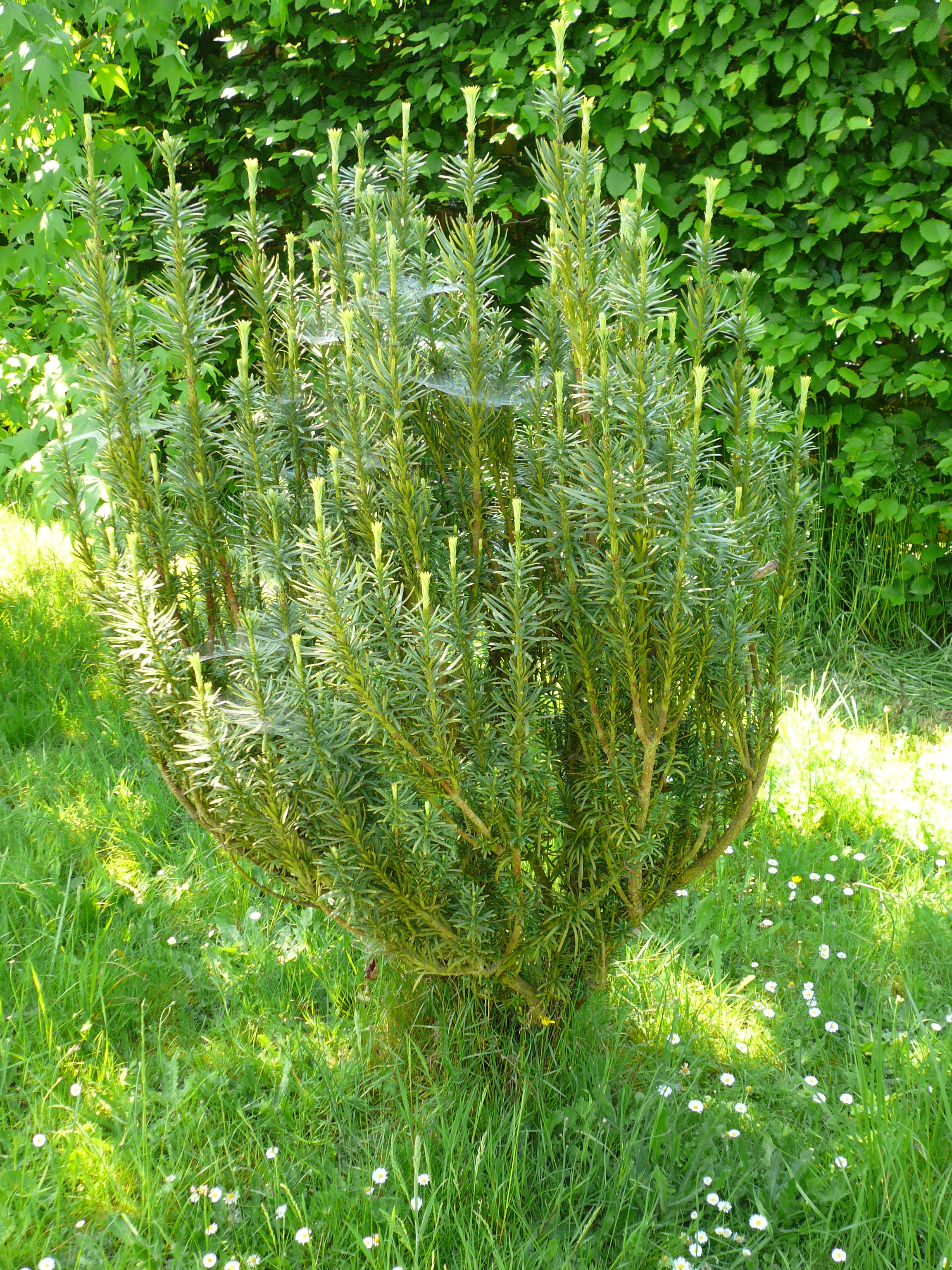
Cephalotaxus harringtonia "Fastigiata"

- "Fastigiata"  először 1861-ben szelektálták Japánban. Alakja párhuzamosan futó függőleges ágakból kialakuló karcsú oszlop. 5–7 m magasra nő meg. A felálló ágakon csavarvonalban nőnek visszahajló levelei.  Különleges megjelenésű fa, a virágai is feltűnőek. A védett, félárnyékos helyeket kedveli.[2]
- "Duke Gardens"
- "Prostrata"
- "Fritz Huber"
- "Korean Gold"